# ألفريد مالرب
ألفريد مالرب (بالفرنسية: Alfred Malherbe)‏ (و. 1804 – 1865 م) هو عالم نبات، وقاضي، وعالم طيور من فرنسا . ولد في بور لويس .
توفي في ميتز ، عن عمر يناهز 61 عاماً.